# Чамс-Корнер (Мічиган)
Чамс-Корнер (англ. Chums Corner) — переписна місцевість (CDP) в США, в окрузі Гранд-Траверс штату Мічиган. Населення — 1065 осіб (2020).

## Географія
Чамс-Корнер розташований за координатами 44°40′30″ пн. ш. 85°38′59″ зх. д. / 44.67500° пн. ш. 85.64972° зх. д. (44.674960, -85.649804).  За даними Бюро перепису населення США в 2010 році переписна місцевість мала площу 6,90 км², з яких 6,89 км² — суходіл та 0,01 км² — водойми.

## Демографія
Згідно з переписом 2010 року, у переписній місцевості мешкало 946 осіб у 343 домогосподарствах у складі 273 родин. Густота населення становила 137 осіб/км².  Було 377 помешкань (55/км²).
Расовий склад населення:
| - 95,2 % — білих - 1,8 % — азіатів - 1,3 % — корінних американців - 0,3 % — чорних або афроамериканців |

До двох чи більше рас належало 1,1 %. Частка іспаномовних становила 1,4 % від усіх жителів.
За віковим діапазоном населення розподілялося таким чином: 24,9 % — особи молодші 18 років, 61,7 % — особи у віці 18—64 років, 13,4 % — особи у віці 65 років та старші. Медіана віку мешканця становила 38,4 року. На 100 осіб жіночої статі у переписній місцевості припадало 96,7 чоловіків;  на 100 жінок у віці від 18 років та старших — 93,5 чоловіків також старших 18 років.
Середній дохід на одне домашнє господарство  становив 62 591 долар США (медіана — 59 205), а середній дохід на одну сім'ю — 67 436 доларів (медіана — 59 659). За межею бідності перебувало 10,8 % осіб, у тому числі 0,0 % дітей у віці до 18 років та 0,0 % осіб у віці 65 років та старших.
Цивільне працевлаштоване населення становило 562 особи. Основні галузі зайнятості: мистецтво, розваги та відпочинок — 26,5 %, освіта, охорона здоров'я та соціальна допомога — 21,5 %, роздрібна торгівля — 17,8 %.